# اد هام
اد هام (انگلیسی: Ed Hamm؛ ۱۳ آوریل ۱۹۰۶ – ۲۵ ژوئن ۱۹۸۲) ورزشکار پرش طول اهل ایالات متحده آمریکا بود.
وی در مسابقات کشوری و بین‌المللی در مجموع برندهٔ ۱ مدال طلا شده‌است.